# Liste der Naturdenkmale in Bruchertseifen
Die Liste der Naturdenkmale in Bruchertseifen nennt die im Gemeindegebiet von Bruchertseifen ausgewiesenen Naturdenkmale (Stand 15. Februar 2024).

## Ehemalige Naturdenkmale
| Nr.         | Bezeichnung | Lage                                                         | Beschreibung                             | Bild                                    |
| ----------- | ----------- | ------------------------------------------------------------ | ---------------------------------------- | --------------------------------------- |
| ND-7132-432 | Alte Eiche  | Hofacker, östlich des Ortes; Flur Unten in der Schladen Lage | Quercus sp.; Rechtsverordnung aufgehoben | Direkt Bild zu diesem Denkmal hochladen |